# Hermanas del Buen Pastor de Milán
El Instituto del Buen Pastor de Milán (oficialmente en italiano: Istituto del Buon Pastore di Milano) es una congregación religiosa católica femenina de vida activa y de derecho pontificio, fundada en 1846 por el religioso oblato Luigi Sperioni y la marquesa Carolina del Carretto Suardo. A las religiosas de este instituto se les conoce como hermanas del Buen Pastor y posponen a sus nombres las siglas S.B.P..

## Historia
El Instituto del Buen Pastor fue fundado en la ciudad de Milán en 1846, con el fin de acoger a las jóvenes de la calle y a las prostitutas que decidieran cambiar de vida y a quienes, por ese momento, en dicha ciudad, no se les ofrecía ninguna atención sanitaria o social. La idea de la fundación fue del sacerdote oblato Luigi Speroni, quien con la ayuda de la marquesa Carolina del Carretto Suardo, construyó la casa madre del instituto. A partir de 1954 se empezaron a acoger no solo las jóvenes mencionada, sino además niñas huérfanas o de familias desadaptadas. Las que con el tiempo se constituyeron en las huéspedes preferidas del instituto.
Aunque los fundadores del instituto se inspiraron en la homónima congregación francesa de Angers, la congregación de Milán fue aprobada, como una organización independiente, por el papa Pío IX, mediante decretum laudis del 25 de febrero de 1857. En 1912 recibió la aprobación definitiva de sus constituciones, las cuales fueron reformadas en 1930. Hacia 1975, alcanzaron a tener 7 comunidades en Italia y 69 religiosas profesas. Sin embargo, el golpe de la secularización y la falta de vocaciones ha causado el cierre de la mayoría de sus casas y casi la desaparición del instituto.

## Organización
El Instituto del Buen Pastor es una congregación de derecho pontificio de gobierno centralizado. El máximo órgano de gobierno es el Capítulo general, donde es elegida la superiora general. La casa central se encuentra en la ciudad de Milán.
Las hermanas del Buen Pastor continúan con la misma labor fundacional, atendiendo a las niñas huérfanas o provenientes de familias desadaptadas. En 2015 contaban solo con la casa madre de Milán y un reducido número de 9 religiosas.